# Castle Clinton National Monument
Castle Clinton, auch Castle Garden, ist ein Denkmal an der Spitze von Manhattan, heute bekannt als Castle Clinton National Monument. Es ist benannt nach dem früheren New Yorker Bürgermeister DeWitt Clinton.
Das 1811 neunzig Meter vor der Uferlinie der Insel Manhattan erstellte Castle Clinton mit einer Fläche von 4000 m² war einst eine vorgelagerte Artilleriestellung in New York City, die durch einen Damm mit dem Battery Park verbunden war. Es diente zusammen mit den auf Governors Island gelegenen Festungen Fort Jay und Castle Williams dem militärischen Schutz der strategisch wichtigen Wasserstraßen um New York City sowie der Stadt selbst. Durch Verlandung und Aufschüttung liegt Castle Clinton heute im Battery Park auf dem Festland.
1824 wurde Castle Clinton dann als Theater Castle Garden umfunktioniert, 1840 wurde der frühere Hof überdacht und das Haus für Theateraufführungen und Ausstellungen genutzt. 1850 hatte die schwedische Sängerin Jenny Lind – einer der ersten Weltstars – hier ihren ersten Auftritt in den Vereinigten Staaten.
1855 wurde die frühere Festung an den Bundesstaat New York verpachtet, der sie bis 1890 als Empfangsstation für sieben Millionen Einwanderer in die Vereinigten Staaten nutzte, bevor 1892 die neuen Einrichtungen auf der nahegelegenen Insel Ellis Island eröffnet wurden. Dort wird eine Datenbank der Einwanderer geführt, die auch 10 Millionen Sätze aus dem Zeitraum 1835 bis 1892 mit den Daten von Castle Garden enthält.
Nach einem weiteren Umbau diente das Gebäude von 1896 bis 1941 als Schauaquarium. 1946 wurde es als Gedenkstätte vom Typ eines National Monuments ausgewiesen und so vor dem Abriss bewahrt. Es wurde in den ursprünglichen Zustand als Festung zurückgebaut und dient heute als Museum. Außerdem befindet sich im Gebäude der Ticketverkauf für die Fähren nach Ellis Island und zur Freiheitsstatue.